# ساندي روبي
ساندي روبي (بالإنجليزية: Sandy Ruby) هو رياضياتي أمريكي، ولد في 23 يوليو 1941، وتوفي في 22 نوفمبر 2008.